# 長谷川祐弘
長谷川 祐弘（はせがわ すけひろ、1942年11月28日 - ）は、特定非営利活動法人 日本国際平和構築協会 理事長、国際関係開発論博士。日本人として二人目の国連事務総長特別代表、元法政大学法学部教授。
法政大学教授、国際連合大学客員教授 を務めた後、現在はジョゼ・ラモス＝ホルタ東ティモール民主共和国元大統領・総理大臣特別顧問、日本国際連合協会理事、地球憲章アジア太平洋日本委員会理事、国連システム学術評議会(ACUNS) 東アジア連絡事務所長、特定非営利活動法人 日本国際平和構築協会 理事長。

## 来歴

### 学歴
1966年ミシガン大学政治学部卒業、1968年国際基督教大学大学院修士課程(国際行政学)修了、1974年ワシントン大学で博士号(国際関係開発論)取得。

### 国際公務員

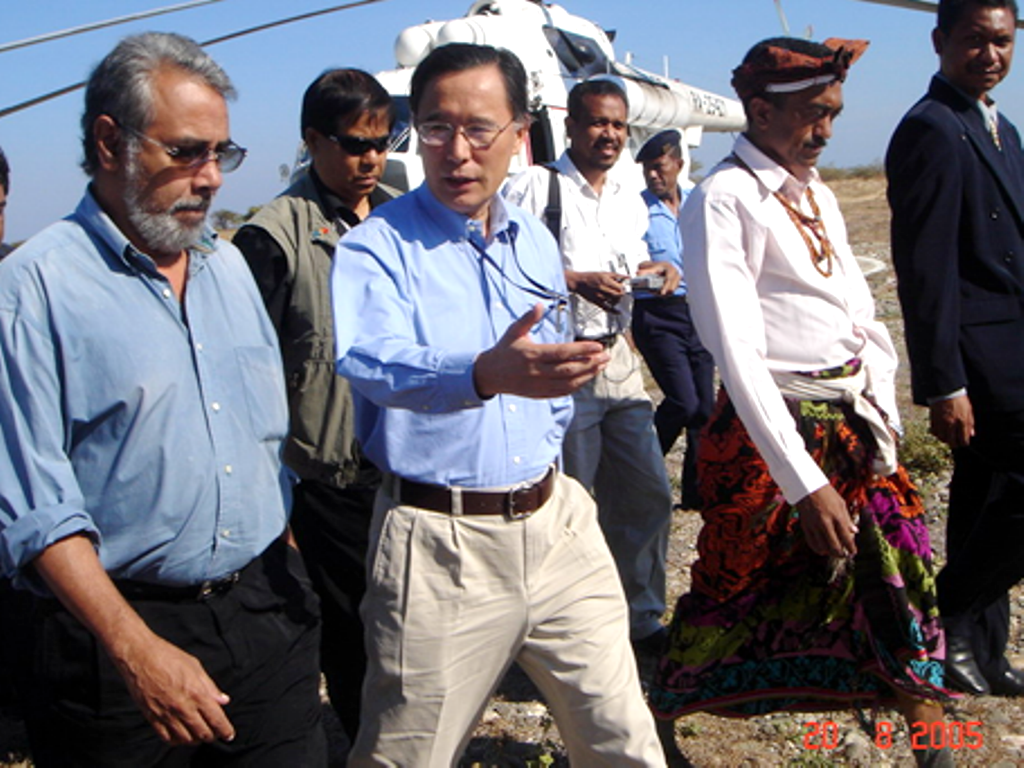
2005年、シャナナ・グスマン東ティモール大統領と

1969年以来37年間、国連開発計画(UNDP)、国連ボランティア計画(UNV)、国連平和維持活動(UNPKO)で幹部として従事した。
ネパールでは1978年から1980年まで、インドネシアでは1980年から1984年まで、いずれもUNDP常駐副代表として国連に携わった。1984年より1996年までサモア、クック、ニウエ、トケラウ等、南太平洋地域における国連常駐調整官兼UNDP常駐代表として任務を遂行した。
1986年にUNVジュネーヴ本部事務局次長に就任。1993年には、カンボジア総選挙における立案と行政を担うためのUNV選挙監視団統括責任者としての要職を担い、1994年4月には第二次国連ソマリア活動(UNOSOM II)政策企画担当部長、1995年1月にはルワンダ国連常駐人道調整官として従事。1996年に、UNDPニューヨーク本部においてアジア太平洋地域局次長として任務を遂行した。また、1999年にはUNDP駐日代表、2002年4月には緊急危機復興に関するUNDP総裁顧問を歴任した。
2002年7月からは、東ティモール民主共和国での国連開発担当調整官として従事し、2002年7月から2004年5月20日まで国連事務総長特別副代表(東ティモール担当)及び国連東ティモール支援団(UNMISET)副代表を務めた。そして、2004年5月に国連事務総長特別代表(東ティモール担当)に任命され、同時にUNMISET代表となる。その後、2005年5月に設置された国連東ティモール事務所(UNOTIL)代表として、2006年9月まで国連事務総長特別代表(東ティモール担当)を務める。

### 大学教授
国連退任後は、東ティモール民主共和国親善大使、東ティモール大統領の民主主義・ガバナンスに関する特別顧問、アジア民主主義パートナーシップ・バングラ大統領選挙監視団長、東ティモール民主共和国総理大臣特別顧問 を歴任した。加えて、法政大学法学部教授、国際連合大学客員教授 の他、国連システム学術評議会(ACUNS) 理事・同執行委員会委員、日本国際連合学会理事 も務めた。

### 現在の職務
現在は、京都芸術大学京都国際平和構築センターセンター長・執行委員会委員長、日本国際連合協会理事、地球憲章アジア太平洋日本委員会理事、国連システム学術評議会(ACUNS)東アジア連絡事務所長、特定非営利活動法人 日本国際平和構築協会 理事長 を務めている。

## 人物

### 現在の専門分野
国連の平和活動の主要な分野である平和維持活動と平和構築活動、国際機構論。特に国際連合そして安全保障理事会の役割と権限行使、国連開発機関の運営。

### 現在の研究関心
平和構築での指導者の役割、移行期の正義と司法制度、紛争後国での正義と和解の実現、紛争の根本原因、発展途上国の民主化の課題、紛争再発のリスク度合い。

## 著書
- 長谷川祐弘「大島賢三大使の志」『国連ジャーナル』2021年秋号、日本国際連合協会、2021年9月15日、22-27頁。
- 長谷川祐弘「国家主権を超越した高次元な国際政治体制の構築へ向けた国連と日本の役割」『Work & Life 世界の労働』2021年第1号、日本ILO協議会、2021年、10-19頁。
- 長谷川祐弘「国際連合の変遷する役割に関しての考察」『国連ジャーナル』2020年春号、日本国際連合協会、2020年3月15日、13-22頁。
- 長谷川祐弘『平和構築の志―東ティモールでの平和構築活動から学んだ教訓―』創成社、2020年。ISBN 9784794470805。
- Hasegawa, Sukehiro (2019). “Stimmen zu Deutschland im Sicherheitsrat 2019/2010:  Visionäre Fihrugngsrolle nötig”. Zeitschrift für die Vereinten Nationen und ihre Sonderorganisationen, 2/19 (Deutsche Gesellscnaft fur die Vereinten Nationen e.V.):  74. ISSN 0042-384X.
- 長谷川祐弘「日中韓国連協会会長会議とユースフォーラムー千玄室会長が個人と国家の融和の必要性を説く」『国連ジャーナル』2019年春号、日本国際連合協会、2019年3月15日、16-34頁。
- 長谷川祐弘『国連平和構築―紛争のない世界を築くために何が必要か―』、日本評論社、2018年、ISBN 9784535587168。
- 長谷川祐弘「転機にきた日中韓と国連との関係」『国連ジャーナル』2018年春号、日本国際連合協会、2018年3月15日、21-44頁。
- 長谷川祐弘（著）、東大作（編）「東ティモールの平和構築と指導者の役割──2006年の国家危機から学んだ教訓」『人間の安全保障と平和構築』、日本評論社、2017年、51-70頁、ISBN 9784535587007。
- 長谷川祐弘「日中韓国連協会会長会議とユースフォーラム―前進した国連事務総長選出方法と日中韓の紛争予防を討論」『国連ジャーナル』2017年春号、日本国際連合協会、2017年3月15日、15-25頁。
- Hasegawa, Sukehiro (April 2016). “Post-Conflict Leadership: Key to Building Sustainable Peace and Development”. UN Chronicle LII (4).
- Hasegawa, Sukehiro (2015). Hiroshi Kato et al.. ed. “Japan and the United Nations: Its Past, Present and Future”. Japan's Development Assistance: Foreign Aid and the Post-2015 Agenda (Palgrave Macmillan):  239-254. ISBN 9781137505378.
- Hasegawa, Sukehiro (2013). Primordial leadership: Peacebuilding and national ownership in Timor-Leste. United Nations University Press. ISBN 9789280812244
- Hasegawa, Sukehiro (2013). “United Nations: Sukehiro Hasegawa”. Swiss News (Stéphanie Thomson) 2013 (5):  40-41.
- Hasegawa, Sukehiro (2012). “UN PEACE MISSION LEADERSHIP: Achieving Unity of Efforts”. ACADEMIC COUNCIL ON THE UNITED NATIONS SYSTEM QUARTERLY NEWSLETTER (Alistair Edgar, Executive Director, ACUNS) 2012 (4):  3-5.
- 長谷川祐弘「ブートロス-ガリの遺産: 国連平和活動の変遷と残された課題」『經濟學論纂』第3巻第51号、中央大学経済学研究会、2011年、153-174頁、ISSN 04534778。
- 長谷川祐弘（著）、日本国際連合学会（編）「紛争後の人間の安全保障に資する国連平和構築活動の役割」『市民社会と国連』、国際書院、2011年、107-146頁、ISBN 4877911472。
- Hasegawa, Sukehiro (2010). G. Shabbir Cheema and Vesselin Popovski. ed. “Building trust in government in Timor-Leste: The roles and strategies of United Nations missions”. Building trust in government: Innovations in governance reform in Asia (United Nations University Press):  221-233. ISBN 9789280811896.
- Hasegawa, Sukehiro (December 2010). “The G20 and the United Nations in Global Economic Governance”. Korean Journal of International Organization 5:  5-32.
- 長谷川祐弘「21世紀の国際平和と繁栄の維持--国連と日本の役割」『世界平和研究』第2巻第34号、世界平和教授アカデミー、2008年、2-7頁。
- 長谷川祐弘（著）、日本国際連合学会（編）「国連平和構築支援の新たな課題と改善策」『平和構築と国連』、国際書院、2007年、27-72頁、ISBN 9784877911713。
- 長谷川祐弘「国連事務総長特別代表 長谷川祐弘の東ティモール便り(下) 石油資源と貧困削減」『国際開発ジャーナル』第587号、株式会社 国際開発ジャーナル社、2005年10月、24-25頁、ISSN 09119345。
- 長谷川祐弘「国連事務総長特別代表　長谷川祐弘の東ティモール便り(上) 独立後の国づくりの課題」『国際開発ジャーナル』第586号、株式会社 国際開発ジャーナル社、2005年9月、32-33頁、ISSN 09119345。
- 長谷川祐弘「開発問題における国連の役割 (特集 国連改革の機は熟した いまこそ日本の外交力が試される)」『外交フォーラム』第4巻第18号、外務省、2005年、29-33頁、ISSN 09151281。
- 長谷川祐弘「東ティモールの国づくりと国連の平和構築構想」『外交フォーラム』第5巻第17号、外務省、2004年、65-69頁、ISSN 09151281。
- 長谷川祐弘、Gusmao Kay Rala Xanana「インタビュー 国づくりの成功例として歴史に刻みたい」『外交フォーラム』第5巻第17号、外務省、2004年、69-71頁、ISSN 09151281。
- 長谷川祐弘（著）、日本国際連合学会（編）「国連の開発、人道および平和構築活動 ―発展途上国における調整と協力体制の強化」『グローバル・アクターとしての国連事務局』、2002年、167-196頁、ISBN 4877911154。
- 長谷川祐弘、忍足謙朗、税田芳三「座談会 21世紀の国連は人間の安全保障を目指す (特集 ガンバレ日本外交 国連・国際機関のすべて)」『外交フォーラム』第11巻第11号、外務省、2002年、43-51頁、ISSN 09151281。
- Hasegawa, Sukehiro (1996). Rwanda: United Nations Situation Report. Office of the Resident Coordinator
- Hasegawa, Sukehiro (1975). The objectives of foreign aid: Japanese aid for domestic prosperity and international ascendency. Hasegawa
- Hasegawa, Sukehiro (1975). Japanese Foreign Aid: Policy and Practice. Praeger. ISBN 9780275055103
- Hasegawa, Sukehiro; Hoadley, J. Stephen (June 1971). “Sino-Japanese Relions 1950-1970: An Application of the Linkage Model of International Politics”. International Studies Quarterly 15 (2):  131-157.
- Hasegawa, Sukehiro (1967). The road to international cooperation: discussion of issues in international relations. University of Michigan